# Agent Hamilton – Im Interesse der Nation
Agent Hamilton – Im Interesse der Nation ist ein schwedischer Actionfilm von Kathrine Windfeld aus dem Jahr 2012, basierend auf der Coq-Rouge-Reihe des schwedischen Autors Jan Guillou.

## Handlung
Im schwedischen Nachrichtendienst ist es niemandem erlaubt, andere Menschen zu töten. Es sei denn, dies erfolgt zur Selbstverteidigung oder im nationalen Interesse. Der schwedische Agent Carl Hamilton erlebt, wie während eines Undercover-Einsatzes an der usbekisch-afghanischen Grenze 14 Menschen beim Schmuggel von High-Tech-Granaten mit GPS-Programmierung des schwedischen Waffenherstellers Nordfors von einer unbekannten Söldnertruppe ermordet werden. Mit diesen Granaten bereiten Mitarbeiter der privaten US-amerikanischen Sicherheits- und Militärunternehmen Sectragon unter der Führung von Rob Hart in Äthiopien einen Terroranschlag auf einen in Somalia im Exil lebenden äthiopischen Politiker vor. Einer von ihnen, Benjamin Lee, will diese Machenschaften nicht weiter decken und steigt aus. Er nimmt den Nordfors-Mitarbeiter Martin Lagerbäck als Geisel, der für die Ausbildung der Sectragon-Angestellten extra nach Äthiopien gereist ist. Beide werden jedoch auf der Flucht in Somalia verhaftet und ins Gefängnis gesteckt.
Dies weitet sich zum internationalen Zwischenfall aus, wobei sich die schwedische Ministerpräsidentin Sara Landhag fragt, was ein Nordfors-Mitarbeiter in Äthiopien zu suchen hat. Ihr persönlicher Berater Tomas Tideman schlägt vor, die darauf spezialisierte Firma Sectragon mit der Befreiung zu beauftragen. Dem stimmt sie zu, jedoch nur mit Hamilton als stillem Beobachter des schwedischen Staates. Carl Hamilton tötet derweil im Affekt seine neue Freundin, die polnische Ärztin Maria Solska, versehentlich mit einem Messer in ihrer Wohnung, als er von seinem Afghanistan-Einsatz träumte und von Maria geweckt wird. Hamilton beseitigt seine Spuren und nimmt nur ein Foto von Maria mit. Die Polizei nimmt die Ermittlungen auf, allerdings ohne große Anhaltspunkte.
Hamilton fliegt nach Beirut, um seine Kontaktperson Mouna Al Fathar von der PLO zu treffen. Danach reist er weiter nach Somalia und trifft auf die Sectragon-Söldner. Sie befreien Lagerbäck und Lee, der Hamilton gegenüber Insiderinformationen über seine ehemalige Firma und Nordfors anbietet. Hamilton überwältigt die Sectragon-Leute und flieht mit beiden in einem Bell UH-1-Hubschrauber. Er bringt Lagerbäck direkt nach Schweden zurück, währenddessen Lee von einem Kontaktmann von Mouna nach Jordanien gebracht wird. Sectragon stellt jedoch wenig später diesen Kontaktmann und erfährt von Hamiltons Beziehung zur PLO. Des Weiteren veranlassen sie, dass Lee von der CIA auf die Liste der gesuchten Terroristen gesetzt wird, um ihn leichter aufspüren zu können. Nachdem Lee nach Schweden an einen geheimen Ort transportiert wird, gibt er all seine Informationen an den schwedischen Geheimdienst weiter. Nordfors und Sectragon machen gemeinsame Sache, um einen Krieg zwischen Äthiopien und Somalia anzuzetteln und daran künftig beachtlich zu verdienen.
Als Lee von Sectragon entführt wird, wird die Ministerpräsidentin ihrem persönlichen Berater gegenüber erstmals misstrauisch, da nur sie, er und der Geheimdienst Lees Aufenthaltsort kannten. Inzwischen wird die Ermittlerin im Mordfall Maria Solska zurückgepfiffen, da der Geheimdienst seine schützende Hand über Hamilton ausbreitet. Sectragon mietet in Stockholm ein Hotelzimmer mit Blick auf die Skanstullsbron-Brücke unter Lees Namen an. Es ist geplant, beim Treffen zwischen dem äthiopischen Präsidenten und Sara Landhag deren beider Staatslimousine auf der Brücke in die Luft zu sprengen und dies dann dem angeblichen Terroristen Lee anzuhängen. Hamilton hat in der Zwischenzeit Mouna aus Beirut nach Schweden kommen lassen, um ihm bei der Suche nach Lee zu helfen. Mouna wird von einem Sectragon-Söldner angeschossen, Hamilton verschafft sich allein Zugang zum Hotelzimmer, wo es zu einem brutalen Zweikampf mit Hart kommt, der bis zuletzt gewillt ist, den Anschlag durchzuführen. Hamilton durchschaut eine List Harts in letzter Sekunde und erschießt ihn. Daraufhin wird Berater Tomas Tideman festgenommen, der mit Nordfors und Sectragon intrigiert hat.
Abschließend sucht Hamilton die Polizeiermittlerin im Mordfall Solska zuhause auf und bittet sie, nicht weiter gegen ihn zu ermitteln, da er außerhalb des Gesetzes stehe. Ihr wird klar, dass er ein Geheimagent ist und gibt ihm das Foto von Maria zurück.

## Kritik
„Seit mittlerweile 26 Jahren ist der wackere Agent Hamilton nun schon im Dienst. 1986 erschien der erste Roman über Carl Gustav Gilbert Graf Hamilton, einen schwedischen Adligen mit linksradikaler Vergangenheit, besser bekannt als Top-Agent Coq Rouge. Zehn Bücher der Spionagereihe hat der schwedische Journalist und Bestsellerautor Jan Guillou insgesamt verfasst, neun sind auch auf Deutsch erschienen. Inzwischen darf Carl Hamilton wie so viele erfolgreiche Romanhelden eine zweite Existenz als Filmfigur führen. In früheren Bearbeitungen verkörperten Stellan Skarsgard (‚Verblendung‘) und Peter Stormare (‚Fargo‘) den Superagenten, nun schlüpft der hierzulande vor allem als Gunvald Larsson aus ‚Kommissar Beck‘ bekannte Mikael Persbrandt in die Rolle. An seiner Seite ist mit Pernilla August (‚Star Wars: Episode I – Die dunkle Bedrohung‘) ein weiteres prominentes schwedisches Leinwandgesicht zu sehen, und auch abseits der stimmigen Besetzung hat die dänische Regisseurin Kathrine Windfeld (‚Wallander‘) alles richtig gemacht. ‚Agent Hamilton‘ ist spannend und temporeich inszeniert, die Figuren gewinnen für einen Actionfilm erstaunlich viel Kontur und auch die Altersfreigabe ab 18 hat sich der Thriller redlich verdient.“

„Schwedens renommierter Journalist und Bestsellerautor Jan Guillou hat mit Reportagen über CIA-Aktivitäten schon US-Diplomaten zur vorzeitigen Landesflucht veranlasst und scheint somit hinreichend qualifiziert, auch die Abenteuer von Schwedens Antwort auf James Bond bzw. eines modernen Actionhelden à la Hollywood zu verfassen. Angenehm altmodische Inszenierung (Farbe, Licht, chronologische Erzählweise) an ausgefeilter Story, die Actionszenen geraten sehr überzeugend.“

## Fortsetzung
2012 erschien die Fortsetzung der Reihe mit Agent Hamilton 2 – In persönlicher Mission. Carl Hamilton, Mouna Al Fathar und DG mit gewohnter Besetzung.